# Иоганн VII (Виттгенштайн)
Иоганн VII (также: Иоганн V.) фон Зайн, граф Виттгенштайн (нем. Johann VII. (auch: Johann V.) von Sayn, Graf zu Wittgenstein) (* 1489 в замке Виттгенштайн над Бад-Ласфе; † 2 апреля 1551 в замке Берлебург) правил северной частью графства Виттгенштайн с 1509 по 1551 год. Сюда входили верховья Лана территории вокруг города Берлебург. Вместе со своей женой Маргаретой фон Хеннеберг он стал сторонником Реформации в 1534 году.

## Биография
Иоганн VII был поздним сыном Эберхарда I Виттгенштайна (1425–1494 гг.) и Маргареты фон Родемахерн (* около 1450; † 1509, замок Берлебург). Вероятно, он родился в 1489 году в замке Виттгенштайн, резиденции своих родителей, и умер 2 апреля 1551 года в замке Берлебург.
Поскольку отец Иоганна умер в 1494 году, до 1509 года графством управляла его вдова Маргарета, которая до конца своей жизни жила в своей резиденции в замке Берлебург. После этого два брата Вильгельм Старший (Виттгенштайн) и Иоганн делят управление графством Виттгенштайн. В то время как Вильгельму досталась южная часть графства Виттгенштайн с городом Ласфе и штаб-квартирой в замке Виттгенштайн, Иоганну досталась северная часть с городом Берлебург и находящимся там охотничьим домиком. Владения Иоанна назывались «славой».
Иоганн был женат дважды. Его первой женой была Агнес фон Эца и Грамсберг. В 1534 году он женился на Маргарете, графине фон Хеннеберг, дочери Вильгельма фон Хеннеберг и Анастасии фон Бранденбург, умершей 12 января 1547 года. Эта вторая жена уже до замужества была склонна к Реформации и убедила Иоганна VII также присоединиться к этому движению. Первым протестантским пастором в северном графстве был Герман Шмальц из Берлебурга, перешедший из старой католической веры в новую протестантскую конфессию.
Начиная с 1531 года, Иоганн расширил старый охотничий домик Берлебурга до резиденции, соответствующей его классу, в первую очередь за счет строительства каменных жилых зданий.

## Дети
У Иоанна VII был сын Филипп от первого брака, который рано умер.
От второго брака с Маргаретой фон Хеннеберг у Иоганна VII было трое детей, которые также рано умерли:
- в 1535 г. родился сын (Вильгельм?), который, предположительно, был отравлен и вскоре умер;[4]
- еще один сын рано умер естественной смертью;
- третий сын Филипп также рано умер.

Кроме того, у Иоганна VII цу Виттгенштайна было несколько внебрачных детей, которых он включил в своё завещание незадолго до смерти:
- Катарина Виттгенштайн замужем за Иоганном Гайссе (Гисеусом)
- Вернер Виттгенштайн
- Питер Виттгенштайн
- Гилберт Виттгенштайн
- Йост Виттгенштайн
- Даниэль Виттгенштайн (чья мать: Эльшен, дочь Веттерганса)

## Архивные материалы
Существует архивная запись об Иоганне VII фон Виттгенштайне, исключительно в княжеских архивах замка Берлебург. Доступ: Объединённые Вестфальские дворянские архивы e.V., Архивы замка Берлебург (BA). Регесты доступны онлайн через портал Государственного архива земли Северный Рейн-Вестфалия.
Избранные документы:
- Вильгельм, ландграф Гессенский, связывает графа Вильгельма и его брата, сыновей графа Эберхарда фон Витгенштейна, с графством Виттгенштайн. (BA Ber.Uk – 1256) 1495 04 июля.
- Копии некоторых сравнений Вильгельма и Иоганна графов Зайн-Виттгенштайнов (BA Ber.A / Files A (Старый архив), № F 5) после 1510 года.
- Сравнение братьев Иоганна и Вильгельма, графов Виттгенштайнов, заключённых в Марбурге перед ландграфом Гессена. (БА Бер.Ук – 1498), 1516 г., 24 ноября.
- Официальный брачный контракт графа Вильгельма фон Виттгенштайна с Йоханной, дочерью Салентина, лорда Изенбурга и Ноймагена, и его женой Элизабет фон Гунольштайн. (Б.А. Бер.Ук – 1549) 1522 г., 20 ноября.